# Lesotho Promise
Lesotho Promise – 603 karatowy biały diament wydobyty w sierpniu 2006 w kopalni diamentów Letšeng w Lesotho.

## Historia
Jest to jeden z największych diamentów jakie zostały znalezione w kopalni Lets'eng do 2018 roku. W październiku 2006 roku został sprzedany na aukcji w Antwerpii za 12,4 mln USD firmie SAFDICO, należącej do grupy producentów Graff Jewelers.
W lipcu 2007 roku zaprezentowano 26 kamieni na które został pocięty diament. Największy ma 75 karatów (15 g) i kształt gruszki, a najmniejszy ma 0,55 karata (110 mg). W sumie z surowego diamentu wycięto dwadzieścia sześć kamieni, w tym siedem w kształcie gruszki, cztery prostokątne, trzynaście okrągłych i jeden w kształcie serca. Wszystkie diamenty łącznie mają 224 karatów (45 g).  Wykonano z nich naszyjnik, którego wartość jest szacowana na 50-60 milionów USD.

## Nazwa
Diament otrzymał nazwę Lesotho Promise (Obietnica Lesotho). Minister Zasobów Naturalnych Lesotho Mamphono Khaketia wyjaśnił, że wybrano ją aby podkreślić, że kopalnia będzie dawać także w przyszłości podobne diamenty.

## Kopalnia
Diament został znaleziony w kopalni diamentów Letseng, której właścicielami są: Gem Diamonds posiadające 76 proc. udziałów i rząd Lesotho, który posiada pozostałe 24 proc..